# جبل غارات
جبل غارات (بالإنجليزية: Mount Gharat) (797 م)، بركان السوما، هو أعلى قمة في جزيرة جاوا البركانية بجزر بانكس في شمال فانواتو. تقع القمة في وسط الجزيرة، وهي نشطة بركانيًا وتحيط بها بحيرة ليتاس من جميع الجهات باستثناء الجنوب الغربي.